# Hygrochroa florisa
Hygrochroa florisa är en fjärilsart som beskrevs av William Schaus 1939. Hygrochroa florisa ingår i släktet Hygrochroa och familjen silkesspinnare. Inga underarter finns listade i Catalogue of Life.